# Famille de Marin de Montmarin
Pour les articles homonymes, voir Montmarin.
La famille de Marin de Montmarin (olim Marin) est une famille subsistante de la noblesse française originaire de Bourgogne. Elle a été anoblie par une charge de secrétaire du roi au XVIIe siècle.

## Histoire
Denis Marin est le fils de Jean Marin, cordonnier à Auxonne, et de Julienne Jacquot. Emmené jeune à Paris par François Coquet, contrôleur de la maison du roi, il fait carrière à la Cour. Il occupe plusieurs fonctions et notamment : secrétaire du roi, maison et couronne de France (1632), conseiller d'État (1645), intendant des finances du roi Louis XIV (1649). Il est anobli en 1652 après 20 ans de service au roi. Son fils aîné est Arnoul Marin, seigneur dit « marquis » de la Chataigneraie. Son second fils est Pierre Marin de la Trousserie, seigneur dit « marquis » de Montmarin.
Régis Valette écrit que cette famille a été anoblie par la charge de secrétaire du roi (1632-1652).

## Généalogie
- Denis Marin naquit à Auxonne en janvier 1601. Il exerce différentes fonctions dont celle d'intendant des finances[2]
  - Arnoul Marin (1630-1699), écuyer, seigneur de la Châtaigneraie, premier président du parlement de Provence
  - Pierre Marin de la Châtaigneraie († 1697), écuyer, seigneur de Montmarin et de la Trousserie, conseiller secrétaire du roi (1652) et conseiller d'État (1659)
    - René-Jean de Marin de la Châtaigneraie (1665 † ....), comte de Montmarin
      - Pierre-François de Marin de Montmarin (1697-1768), comte de Montmarin et de la Popelinière
        - Pierre-Palamède de Marin de Montmarin (1739-1831), chevalier de l'ordre royal de Saint-Louis
          - Pierre-Étienne de Marin de Montmarin  (15 novembre 1778 † 20 janvier 1821), marquis de Montmarin, colonel de cavalerie, chevalier de l’ordre royal de Saint-Louis, maire de Sargé-sur-Braye (département du Loir-et-Cher)
            - Raoul de Marin de Montmarin (1808-1886), officier de cavalerie
              - Marie Pierre Alexandre René de Marin de Montmarin (1841-1906), conseiller d'ambassade à Vienne, ministre plénipotentiaire de 1re classe, officier de la Légion d'honneur et officier de l'ordre de Saint-Grégoire-le-Grand
              - Marie Pierre Gaston de Marin de Montmarin (1845-1891), lieutenant-colonel au 13e régiment des cuirassés, officier de la Légion d'honneur et commandeur de l'ordre de Saint-Grégoire-le-Grand

            - Hugues Édouard Auguste de Marin de Montmarin (1810-1896), comte de Montmarin, ingénieur des mines, camérier secret de Sa Sainteté le pape Léon XIII
              - Albin Pierre Arthur de Marin de Montmarin (1839-1916), zouave pontifical, chevalier de la Légion d'honneur. Il a notamment pour descendante l'animatrice de télévision Daphné Bürki, née de Marin de Montmarin
              - Marie Charles Olivier de Marin de Montmarin (1844-1880), colonel du 108e régiment d'infanterie
                - Guy de Marin de Montmarin (1875-1942), général de division, grand officier de la Légion d'honneur[4],[5].

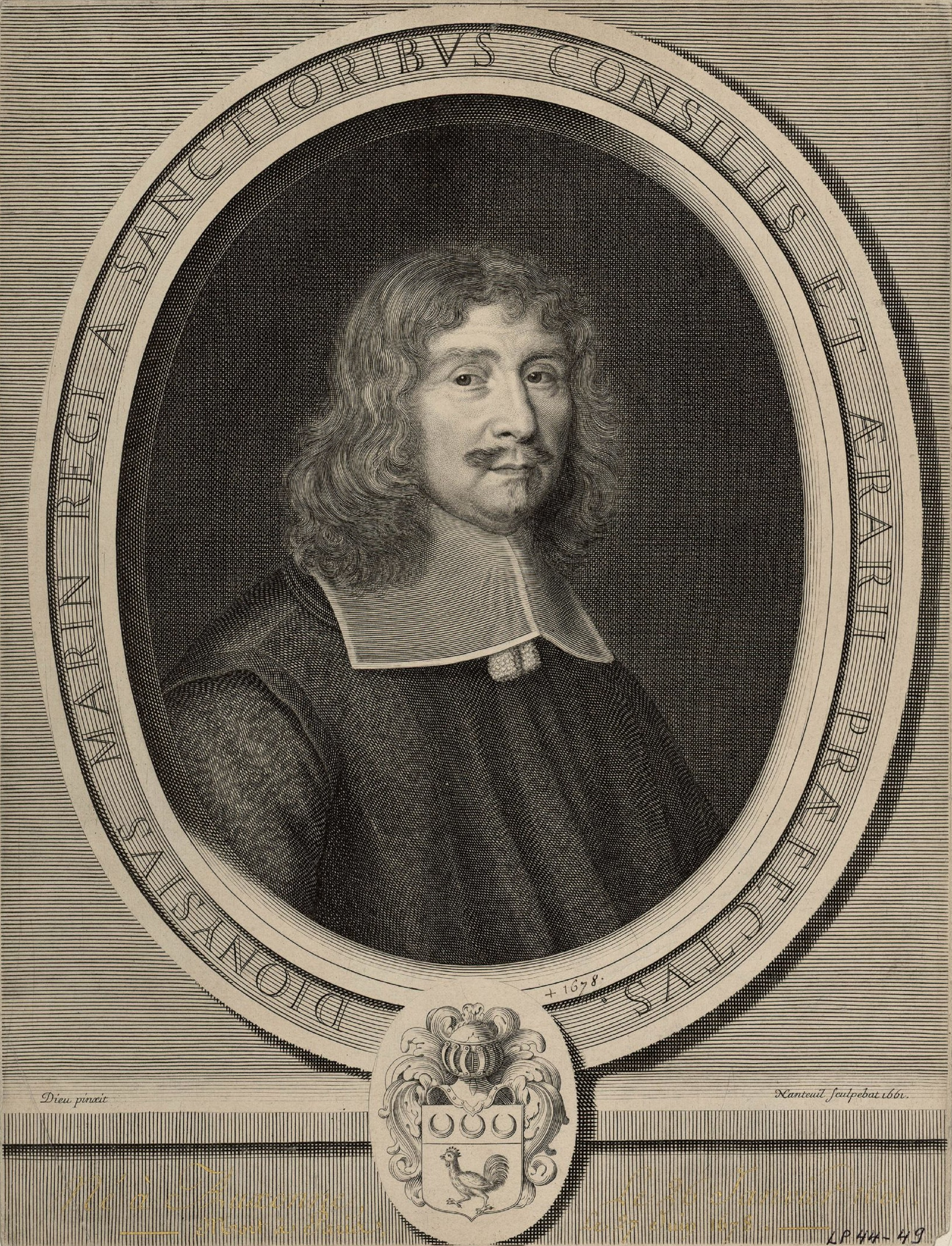
Denis Marin (1601-1678)
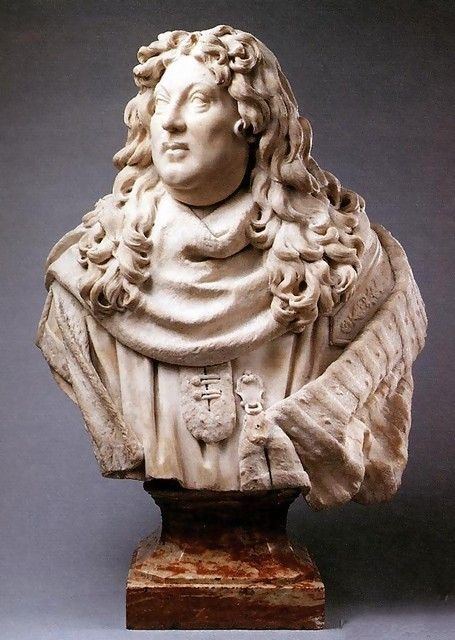
Arnoul Marin (1630-1699)
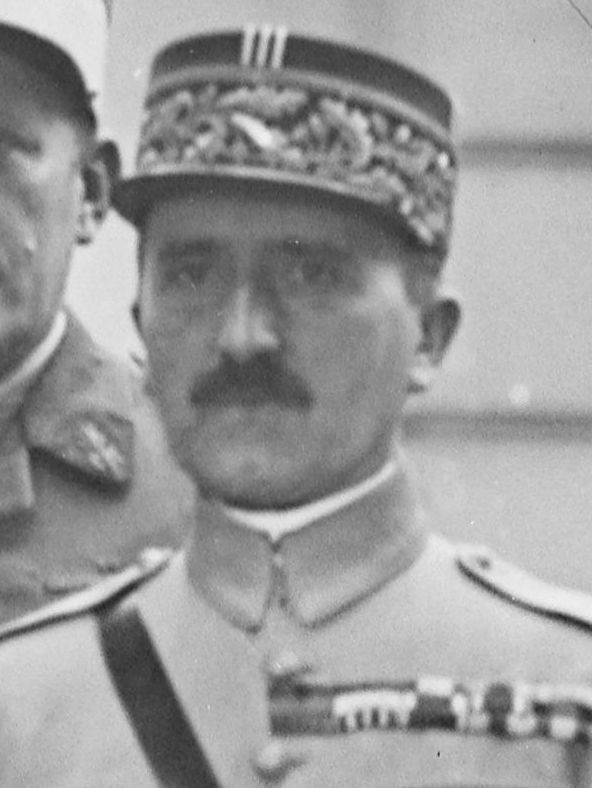
Guy de Marin de Montmarin (1875-1942)
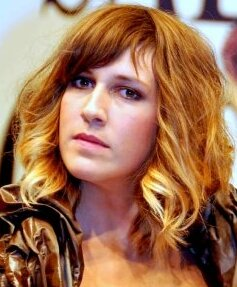
Daphné de Marin de Montmarin, dite Daphné Bürki (1980)